# Телеканал 16/12
Телеканал 16/12 — новостной телевизионный канал в Казахстане. Независимым вещателям канал недоступен в эфире или кабельных сетях. По этой причине Телеканал 16/12 вещает исключительно в сети Интернет. Но из-за того, что все попытки создать в Казахстане независимые от власти новостные сайты национального масштаба заканчивались блокированием доступа к ним казахстанскими интернет-провайдерами, как по решению суда, так и без такового, на данном этапе решено было отказаться от создания отдельного сайта и сосредоточиться на работе в YouTube. Но власти Казахстана заблокировали доступ к стартовой странице канала по протоколу HTTP, но есть возможность на неё зайти по протоколу HTTPS, доступ непосредственно к видео не ограничивается.

## Название
Название канала указывает на переломную дату в истории современного Казахстана. Именно 16 декабря 1991 года была провозглашена независимость Казахстана, а 16 декабря 2011 года в городе Жанаозене полицейские расстреляли бастовавших нефтяников, что стало началом нового этапа политических репрессий в Казахстане.

## Новости
Канал освещает события в Казахстане, Центральной Азии, России и Украине. Главными темами являются общественно-политические события и социальные проблемы в этих странах.

## Документальные фильмы
Первым большим проектом канала стал фильм «Жанаозенский дневник». Фильм рассказывает о расстреле нефтяников 16 декабря 2011 года, предшествовавшей этому забастовке и последовавшем суде над бастовавшими. Также создана серия фильмов по новейшей истории Казахстана, в частности о том, как Нурсултан Назарбаев узурпировал власть в Казахстане — «Лже-Назарбаев. Конституционный переворот»

## Преследование канала
Власти Казахстана неоднократно пытались прекратить вещание Телеканала 16/12. Сотрудников канала запугивали, арестовывали, а в офисах проводили обыски с выемкой необходимого для работы оборудования. Так, в 2014 году сотрудники Комитета национальной безопасности Казахстана вместе с сотрудниками правоохранительных органов России ворвались в офис продакшен-компании, которая делала сюжеты для Телеканала 16/12. Они произвели обыск, вырвали из рабочих компьютеров жесткие диски и унесли собой. Чуть позже такой же обыск был произведен в астанинском офисе компании, которая тоже занималась производством сюжетов для оппозиционного канала. Во время обыска было изъято необходимое для работы оборудование. Перед этим астанинского журналиста Телеканала 16/12 Саната Урналиева и оператора Виктора Гудзь подвергли административному аресту по сфабрикованному обвинению вместе с корреспондентом Радио Азаттык — казахской службы Радио Свобода.
По сфабрикованным делам неоднократно подвергались административному аресту и другие сотрудники телеканала. Так, Дмитрий Щёлоков был арестован на 15 суток за то, что пришел к офису административного суда, чтобы поддержать арестованного журналиста Андрея Цуканова. До этого Дмитрия Щелокова вместе с Ринатом Кибраевым уже арестовывали на 10 суток за то, что они хотели пойти на встречу с акимом Ахметжаном Есимовым, специально организованную для блогеров Алматы. Кроме того, что журналистов не пустили на неё без объяснения причин, их ещё и посадили.
11 июля 2014 г. межрайонный административный суд города Алматы приговорил корреспондента Андрея Цуканова к 15 суткам ареста за то, что журналист освещал акцию протеста квартиросдатчиков против произвола полицейских. Цуканова схватили во время того, как он производил видеосъемку. Во время задержания полицейские избили Андрея и отняли у него пресс-карту.